# Herb Zielonej Góry
Herb Zielonej Góry – jeden z symboli miejskich Zielonej Góry.

## Wygląd i symbolika
Na tarczy typu hiszpańskiego w zielonym polu herbowym fragment białego muru obronnego z blankami, po jego środku brama wjazdowa z podniesioną czarną broną (kratą). Ponad murem trzy wieże. Dwie skrajne białej barwy z pięcioma czarnymi otworami okiennymi w układzie 3-2, między nimi szary dach trapezowy, wieże zwieńczone blankami i przykryte szpiczastymi szarymi dachami. Środkowa, mniejsza wieża białej barwy zwieńczona blankami. Ponad nią trójkątna tarcza herbowa, w której żółtym polu widnieje czarny orzeł ze srebrną przepaską w kształcie półksiężyca. Tarcza nakryta szarym hełmem kubłowym z orlim skrzydłem i białymi labrami.
Czarny orzeł na żółtym tle oznacza historyczną przynależność Zielonej Góry do Śląska.

## Historia

Przedwojenny herb Zielonej Góry

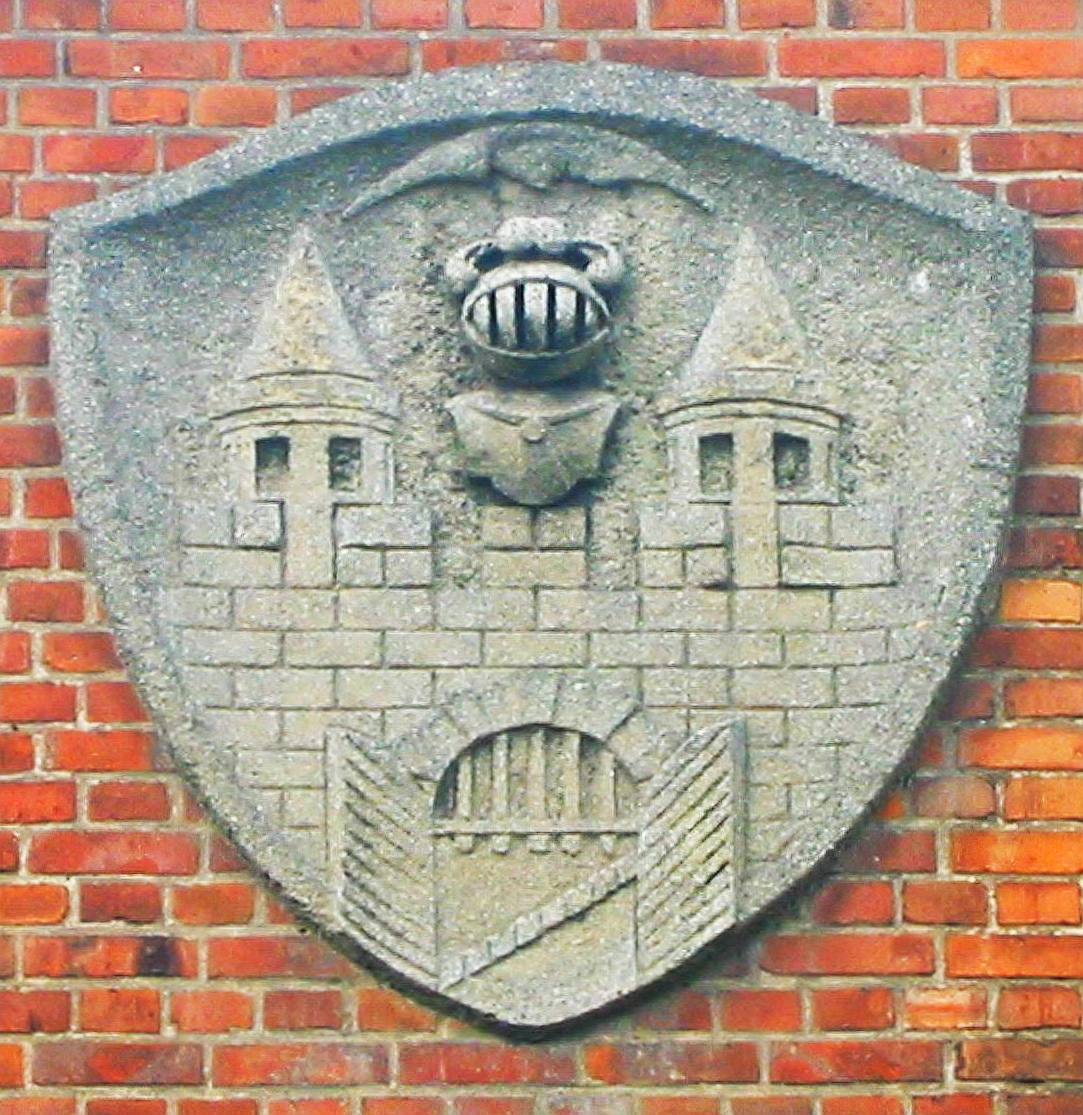
Herb Grünberg
(płaskorzeźba na ścianie budynku
szkoły przy ul. Staszica)

Przed II wojną światową Zielona Góra, należąca wówczas do Niemiec, nosiła nazwę Grünberg. Herb miasta był bardzo podobny do dzisiejszego, ale różnił się następującymi szczegółami:
- nie było środkowej wieży;
- wszystkie dachy wież skrajnych były nie szare, tylko czerwone;
- okien w wieżach było nie pięć w układzie 3-2, tylko trzy w układzie 2-1;
- pośrodku, nad murem, zamiast szarego hełmu ze skrzydłem i labrami zwróconego bokiem i tarczy znajdował się srebrny hełm rycerski zwrócony frontem;
- nad hełmem znajdował się poziomy, złoty półksiężyc zwrócony wklęsłą stroną w dół;
- otwarta brona (krata) w bramie była nie czarna, tylko złota, a pod broną przegradzająca przejście złota żerdź oparta o framugę wrót z lewej (heraldycznie) strony.